# Wings Over Everest
Wings Over Everest é um filme em curta-metragem estadunidense de 1934 dirigido e escrito por Geoffrey Barkas e Ivor Montagu. Venceu o Oscar de melhor curta-metragem live action (inovação) na edição de 1936.